# Подорожник вохристий
Подоро́жник вохристий (Calcarius pictus) — вид горобцеподібних птахів родини Calcariidae.

## Поширення
Птах гніздиться у тундрі на півночі Канади та на Алясці. На зимівлю мігрує на південь США.

## Опис
Дрібний птах. Тіло завдовжки 14-17 см, вага — 21-32 г. Зимове оперення обох статей схоже. Забарвлення рябе, з різних вдтінків сірого кольору, світліше на нижній частині тіла і темніше на верхній. У самців бувають коричневі відтінки та череві та криючих крил. Дзьоб короткий, міцний, світло-коричневий з темним кінчиком. У шлюбний сезон у самців горлі, груди, черево, боки, шия та потилиця стають вохристого забарвлення, голова чорніє, і з'являються надбрівні смуги та плями на щоках білого кольору.

## Спосіб життя
В Арктиці мешкають у тундрах, зимують у степах та преріях США. Поза сезоном ромноження трапляються у великих зграях. Постійно перебувають в русі, проводячи більшу частину дня в пошуках їжі на землі. Ночують на землі, сховавшись між травою. Живляться насінням трав та дрібними комахами.
Сезон розмноження триває у травні-червні. Може гніздитися невеликими колоніями. Гніздо будує самиця на землі у вигляді чаші. Всередині вистелюється сухою травою. У гнізді 3-5 яєць. Насиджує самиця. Самець в цей час охороняє її. Пташенята народжуються голі та сліпі. Про потомство піклуються обидва батьки, а також інші самці, які, ймовірно, є родичами самиці.,
З першими осінніми заморозками ці птахи мігрують на південь.